# Lingua bororo
Il bororo (borôro), anche noto col nome di boe, è l'unica lingua superstite di una piccola famiglia linguistica (lingue bororoane), che si pensa facesse parte della supposta famiglia delle lingue macro-gê. Viene parlata dal popolo Bororo, cacciatori e raccoglitori che vivono nel Mato Grosso centrale, in Brasile.
La lingua è considerata in pericolo d'estinzione in quanto, soprattutto tra i più giovani, soffre di un processo di deriva linguistica verso il portoghese.